# Bicho-papão (jogo)
Bicho-papão ou Quem tem medo do bicho-papão? é um jogo para crianças. O jogo já tinha sido descrito em 1796 por Johann Christoph Friedrich Guts Muths.

## Descrição
O jogo do papão tem lugar num pátio ou num grande espaço aberto. Os jogadores ficam de um lado do campo, excepto uma criança que fica do lado oposto dos outros e finge ser "o bicho-papão".
Quando ele grita "Quem tem medo do papão?", os jogadores respondem "Ninguém!" e começam a correr, atravessando o campo e tentando chegar à zona oposta. Por sua vez, o papão corre na direcção oposta, tentando apanhar o maior número possível de jogadores. Os jogadores apanhados também se tornam assistentes do papão.
Na próxima ronda, de mãos dadas, formarão uma corrente ao lado do papão e ajudá-lo-ão a apanhar outros jogadores: mas apenas as crianças no fim da corrente poderão fazê-lo. As crianças continuarão a correr até que apenas uma criança esteja livre, que será a vencedora.